# K.Honnenahalli, Hassan
K.Honnenahalli là một làng thuộc tehsil Hassan, huyện Hassan, bang Karnataka, Ấn Độ.